# Българска военна мисъл
„Българска военна мисъл“ е българско списание за научнопопулярни статии по военно дело, история, външен и вътрешен преглед и рецензии. Излиза в София, в периода от 1934 до 1943 година.

## История
Списание „Българска военна мисъл“ основано през 1934 г., като главен редактор и уредник е полковник Александър Ганчев, а редакторският комитет включва генерал-майор Христо Бурмов, подполковник Александър Самарджиев, генерал-майор Атанас Христов, Ангел Ангелов, Марко Андреев и Йордан Венедиков. Печата се в печатницата на Армейския военно-издателски фонд. Единичната цена е 10 лв., а годишния абонамент – 100 лв. В целия период излизат по 10 броя на година.
Брой 31 е посветен на генерал-майор Христо Бурмов, а брой 77 на Тутраканската епопея (1916).
В анотирания библиографски указател „Български периодичен печат, 1844 – 1944“ издаден в периода 1962 – 1969 г. в Народна Република България, изданието е определено като „националистическо и монархическо“.
| Години | Броеве         | Дати                     | Редактори |
| ------ | -------------- | ------------------------ | --- |
| I      | 1 – 10         | април 1934 – март 1935   | |
| II     | 11 – 20        | април 1935 – март 1936   | |
| III    | 21 – 30        | април 1936 – януари 1937 | От брой 21 до 24 в редакторския колектива влиза генерал-майор Атанас Каишев, а напускат генерал-майор Атанас Христов и М. Андреев, от 27 в редакторския комитет влиза генерал-майор Васил Силяновски, а при броеве 29 и 30 в редакторския комитет не участва генерал-майор Христо Бурмов. |
| IV     | 31 – 40        | февруари – декември 1937 | От брой 35 – 36 в редакторския комитет като председател е генерал от пехотата Никола Жеков, редактор е генерал-майор Атанас Каишев |
| V      | 1(41) – 10(50) | януари – декември 1938   | |
| VI     | 1(51) – 10(60) | януари – декември 1939   | |
| VII    | 1(61) – 10(70) | януари – декември 1940   | |
| VIII   | 1(71) – 10(80) | януари – декември 1941   | От брой 71 генерал-майор Атанас Каишев напуска редакторския комитет |
| IX     | 1(81) – 10(90) | януари – декември 1942   | |
| X      | 1 – 10         | януари – декември 1943   | От X година редактор е Ив. Стойчев и е уреждан от редакторски комитет съставен от генерал от пехотата Иван Вълков, генерал-майор Любомир Босилков и полковник Никола Сапунаров |